# Saint-Léger-en-Bray
Saint-Léger-en-Bray ist eine französische Gemeinde mit 376 Einwohnern (Stand 1. Januar 2022) im Département Oise in der Region Hauts-de-France. Die Gemeinde liegt im Arrondissement Beauvais und ist Teil der Communauté d’agglomération du Beauvaisis und des Beauvais-2.

## Geographie
Die von der als Schnellstraße ausgebauten Route nationale 31 (Südumgehung von Beauvais) durchzogene Gemeinde liegt rund vier Kilometer nordnordöstlich von Auneuil und acht Kilometer südwestlich von Beauvais am Bach Ru d’Auneuil, der dem Avelon zufließt. In der Gemeinde liegt ein Freizeitpark.

## Einwohner

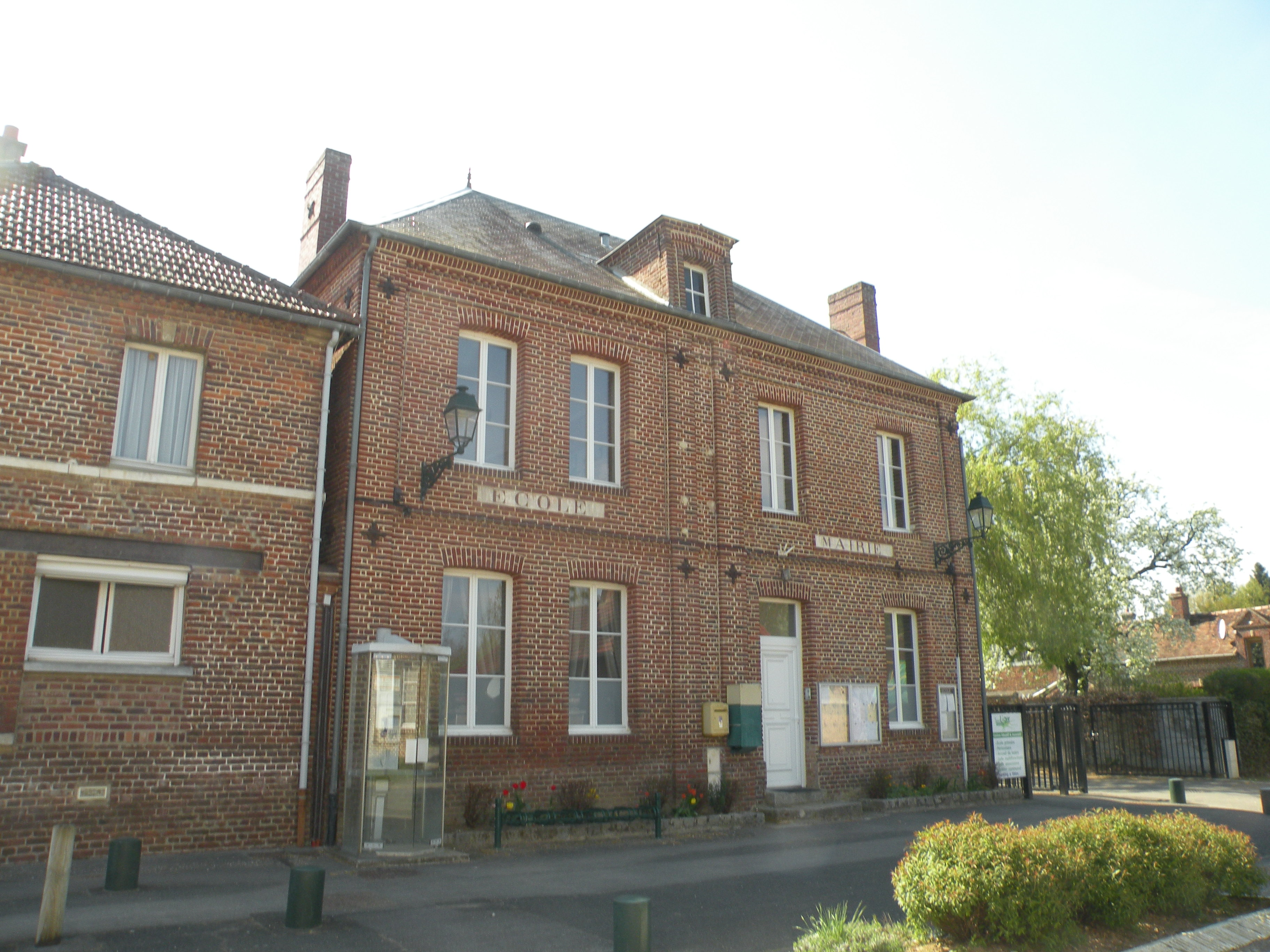
Rathaus (Mairie)

| 1962 | 1968 | 1975 | 1982 | 1990 | 1999 | 2006 | 2011 |
| ---- | ---- | ---- | ---- | ---- | ---- | ---- | ---- |
| 171  | 163  | 170  | 227  | 301  | 337  | 309  | 373  |

## Sehenswürdigkeiten

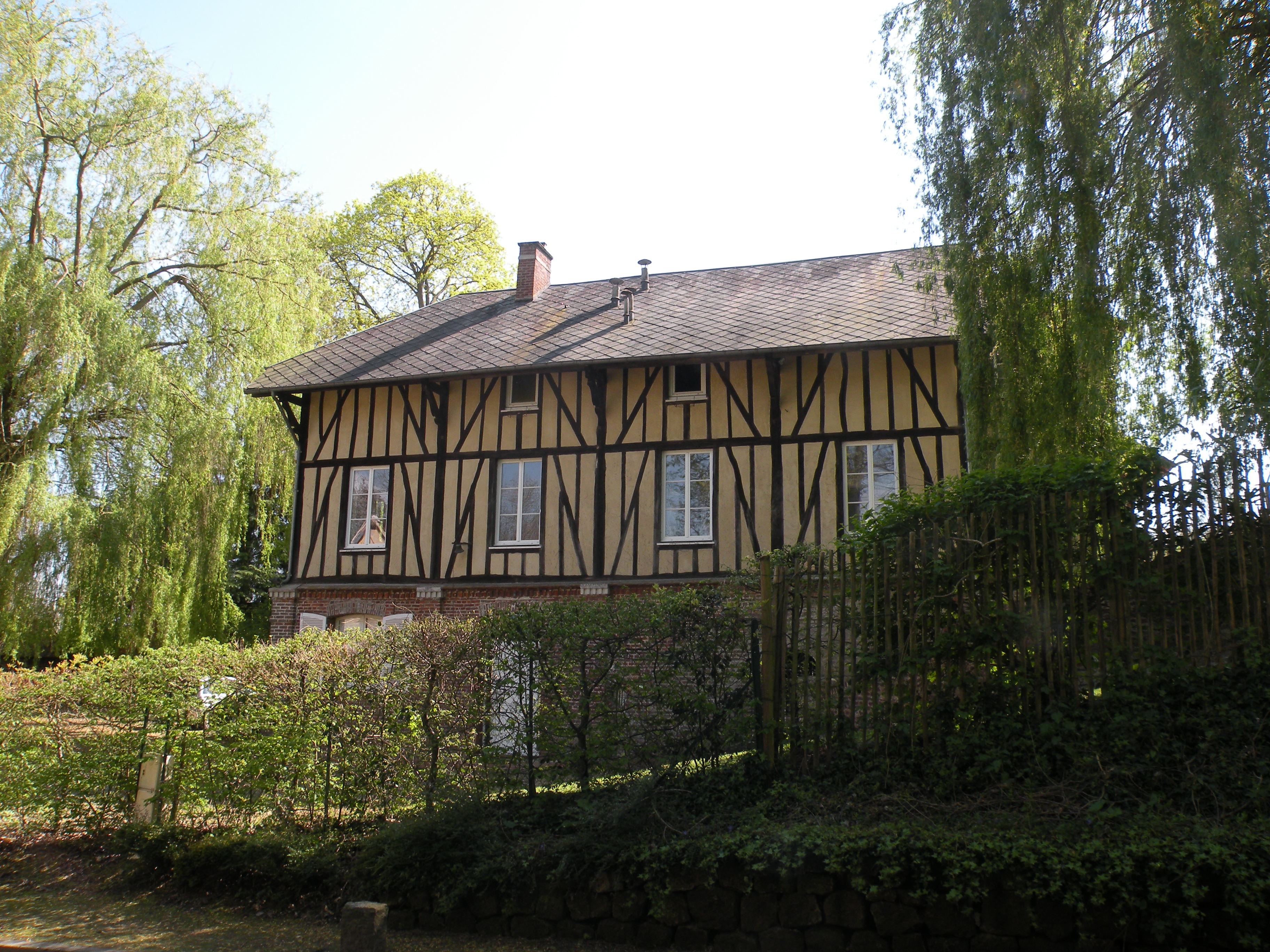
Wassermühle

- Die im Jahr 1547 errichtete Kirche Saint-Léger mit Reliquien des Titularheiligen.[1]
- Sechs Calvaires
- Wassermühle
- Taubenhaus aus dem 17. Jahrhundert

## Persönlichkeiten
- Pierre Robert de Saint-Vincent (1882–1954), französischer General und Widerstandskämpfer, Gerechter unter den Völkern, hier geboren.